# Kampfgeschwader 153
Le Kampfgeschwader 153 (KG 153) (153e escadron de bombardiers) est une unité de bombardiers de la Luftwaffe pendant la Seconde Guerre mondiale. 

## Opérations
Le KG 153 a opéré sur des bombardiers Junkers Ju 52, Dornier Do 11, Do 17 et Do 23 et Junkers Ju 86. 

## Organisation

### Stab. Gruppe
Formé le 1er avril 1936 à Mersebourg. La totalité du Geschwader est convertis sur Junkers Ju 86 en mars et avril 1937.

Le 1er mai 1939, le Stab/KG 153 fait mouvement sur Elbing et est renommé Stab/KG 3.

Geschwaderkommodore (Commandant de l'escadron) :
| Début          | Fin          | Grade  | Nom               |
| -------------- | ------------ | ------ | ----------------- |
| 1er avril 1936 | 1er mai 1939 | Oberst | Walter Sommé (de) |

### I. Gruppe
Formé le 1er octobre 1935 à Mersebourg.

Le I./KG 153 est aussi connu comme Fliegergruppe Merseburg du 1er octobre 1935 au 1er avril 1936.
- Stab I./KG 153
- 1./KG 153
- 2./KG 153
- 3./KG 153

Le 1er mai 1939, le I./KG 153 est renommé I./KG 77 avec :
- Stab I./KG 153 devient Stab II./KG 77
- 1./KG 153 devient 1./KG 77
- 2./KG 153 devient 2./KG 77
- 3./KG 153 devient 3./KG 77

Gruppenkommandeure (Commandant de groupe) :
| Début            | Fin               | Grade          | Nom                       |
| ---------------- | ----------------- | -------------- | ------------------------- |
| 1er octobre 1935 | 1er octobre 1936  | Oberstleutnant | Walter Schwabedissen (de) |
| 1er octobre 1936 | 30 septembre 1937 | Oberstleutnant | Otto Hoffmann von Waldau  |
| 1er octobre 1937 | 1er avril 1939    | Oberstleutnant | Erich-Erdmann Fitzau      |
| 1er avril 1939   | 1er mai 1939      | Major          | Balcke                    |

### II. Gruppe
Formé le 1er octobre 1935 à Finsterwalde.

Le II./KG 153 est aussi connu comme Fliegergruppe Finsterwalde du 1er octobre 1935 au 1er avril 1936.

- Stab II./KG 153
- 4./KG 153
- 5./KG 153
- 6./KG 153

Le 1er mai 1939, le II./KG 153 fait mouvement sur Heiligenbeil et est renommé II./KG 3 avec :
- Stab II./KG 153 devient Stab II./KG 3
- 4./KG 153 devient 4./KG 3
- 5./KG 153 devient 5./KG 3
- 6./KG 153 devient 6./KG 3

Gruppenkommandeure :
| Début             | Fin               | Grade     | Nom             |
| ----------------- | ----------------- | --------- | --------------- |
| 1er octobre 1935  | 28 février 1937   | Major     | Günther Ziegler |
| 1er mars 1937     | 1er décembre 1938 | Hauptmann | Ernst Exss      |
| 1er décembre 1938 | 1er mai 1939      | Oberst    | Viktor Seebauer |

### III. Gruppe
Formé le 1er avril 1936 à Altenburg avec :

- Stab III./KG 153 nouvellement créé
- 7./KG 153 nouvellement créé
- 8./KG 153 nouvellement créé
- 9./KG 153 nouvellement créé

Le 1er mai 1939, le III./KG 153 fait mouvement sur Heiligenbeil et est renommé III./KG 3 avec :
- Stab III./KG 153 devient Stab III./KG 3
- 7./KG 153 devient 7./KG 3
- 8./KG 153 devient 8./KG 3
- 9./KG 153 devient 9./KG 3

Gruppenkommandeure :
| Début          | Fin          | Grade          | Nom          |
| -------------- | ------------ | -------------- | ------------ |
| 1er avril 1936 | 31 mars 1938 | Oberstleutnant | Robert Fuchs |
| 1er avril 1938 | 1er mai 1939 | Oberstleutnant | Hans Grund   |

### IV. Gruppe
Formé le 1er avril 1937 à Liegnitz avec :
- Stab IV./KG 153 nouvellement créé
- 10./KG 153 nouvellement créé
- 11./KG 153 nouvellement créé
- 12./KG 153 nouvellement créé

En mai 1937, le V./KG 153 est convertis sur des Junkers Ju 86.
Le 1er novembre 1938, il est renommé II./KG 252 avec :
- Stab IV./KG153 devient Stab II./KG 252
- 10./KG 153 devient 4./KG 252
- 11./KG 153 devient 5./KG 252
- 12./KG 153 devient 6./KG 252

Gruppenkommandeure :
| Début            | Fin               | Grade          | Nom                      |
| ---------------- | ----------------- | -------------- | ------------------------ |
| 1er avril 1937   | 30 septembre 1937 | Oberstleutnant | Wolfram von Richthofen   |
| 1er juin 1937    | 30 août 1937      | Oberstleutnant | Horst Merz (par intérim) |
| 1er octobre 1937 | 1er novembre 1938 | Oberst         | Bernhard Georgi          |